# Jean Commire
Pour les articles homonymes, voir Commire.
Jean Commire est un écrivain français jésuite, né à Amboise le 25 mars 1625, mort à Paris le 25 décembre 1702.
Il a cultivé avec succès la poésie latine, tout en professant la théologie et en remplissant les devoirs de son état. Ses poésies se composent d'odes, de fables, d'épigrammes, d'imitations des psaumes et des prophéties. Il a notamment écrit des textes mis en musique par Marc-Antoine Charpentier. Le recueil le plus complet a été publié chez Simon Bénard en 1689, et reproduit par Barbou en 1753.

## Source
Cet article comprend des extraits du Dictionnaire Bouillet. Il est possible de supprimer cette indication, si le texte reflète le savoir actuel sur ce thème, si les sources sont citées, s'il satisfait aux exigences linguistiques actuelles et s'il ne contient pas de propos qui vont à l'encontre des règles de neutralité de Wikipédia.